# Puerto Rico (gioco)
Puerto Rico è un gioco da tavolo in stile tedesco di Andreas Seyfarth pubblicato nel 2002 in Germania dalla Alea Ravensburger e in inglese dalla Rio Grande Games.
A seguito del grande successo riscosso, il gioco è stato ripubblicato più volte nel corso degli anni: nel 2011 è uscita la Limited Anniversary Edition, un'edizione deluxe con materiali pregiati. La seconda edizione è del 2014, con grafica rinnovata e due espansioni incluse nella scatola base: I Nuovi edifici e I Nobili. Nel 2020 è uscita una nuova versione nella serie Alea Revised Big Box Series, con grafica e materiali rinnovati e contenente le 4 espansioni del gioco: I Nuovi edifici, I Nobili, I Bucanieri e Festival. Ad ottobre 2022 viene pubblicato Puerto Rico 1897, con nuove grafiche e con ambientazione rivista e a differenza delle precedenti edizioni con un preciso anno d'ambientazione, il 1897.
In Italia il gioco è stato pubblicato da Stratelibri nel 2009, da Giochi Uniti nel 2014 e da Alea nel 2020 e nel 2022.

## Panoramica del gioco
Ogni giocatore dispone di una plancia raffigurante una porzione dell'isola di Puerto Rico, divisa in tre zone: una sezione città, dove vengono collocati gli edifici, uno spazio per i territori, dove vengono collocati le piantagioni e le cave e il porto, dove vengono collocate le merci prodotte, i punti vittoria, i dobloni e i lavoratori non utilizzati. Vi sono inoltre, in condivisione con gli altri giocatori, la riserva centrale delle materie prime (mais, indaco, zucchero, tabacco e caffè), tre navi pronte a salpare verso l'Europa che attendono di essere caricate, un emporio dove vendere le merci e il tabellone con gli edifici costruibili più la banca.
Il ciclo delle risorse prevede che i giocatori producano dalle piantagioni le materie prime per poi convertirle in punti vittoria o denaro. Quest'ultimo può essere utilizzato per costruire edifici, che consentono ai giocatori di produrre nuovi tipi di materie prime o conferiscono altre abilità. Gli edifici e le piantagioni non funzionano a meno che non vi siano lavoratori che le attivino.
Puerto Rico possiede una particolare struttura dei turni: un giocatore alla volta, in ordine di turno, sceglie uno dei ruoli disponibili: il colono, il sindaco/caposquadra, il costruttore, il sovrintendente/artigiano, il mercante, il capitano e il cercatore d'oro e svolge l'azione corrispondente. Poi tutti i giocatori, sempre in ordine di turno, compiono la stessa azione (il giocatore che ha scelto ha diritto ad un piccolo privilegio aggiuntivo). Una volta che ogni giocatore ha svolto l'azione relativa a un ruolo scelto, il diritto di scegliere quello successivo passa al giocatore alla sinistra. È perciò fondamentale considerare quale ruolo consente di massimizzare il proprio guadagno, minimizzando al contempo quello degli avversari. Ogni giocatore è obbligato a scegliere un ruolo, ma ha la facoltà di non eseguire l'azione corrispondente (anche se non la svolge gli altri giocatori possono giocarla). L'unico ruolo che obbliga tutti a svolgere l'azione quando scelto e fintanto che è possibile farlo è il Capitano (è possibile sceglierlo anche se non si hanno merci o se non è possibile a propria volta caricarne).
È un gioco da due a cinque giocatori: la variante a due giocatori è stata ufficialmente introdotta dall'edizione 2014, ma ne esiste una non ufficiale particolarmente apprezzata, chiamata variante Fernori.

### I ruoli
- Il Colono: permette di seminare nuove piantagioni;
- Il Sindaco/Il Caposquadra: permette di assoldare nuovi coloni, da utilizzare sia nelle piantagioni che negli edifici;
- Il Costruttore: permette di acquistare e costruire nuovi edifici commerciali e di produzione;
- Il Sovrintendente/L'Artigiano: permette di produrre merci dalle proprie piantagioni[8];
- Il Mercante: permette di vendere le merci per ottenere soldi;
- Il Capitano: permette di spedire le merci per ottenere punti vittoria. È l'unico ruolo che obbliga tutti i giocatori a svolgere l'azione;
- Il Cercatore d'oro: non effettua azioni, ma fornisce solo soldi a chi lo sceglie;

N.B. il nome di alcuni ruoli varia a seconda dell'edizione.

### Condizioni di vittoria
I giocatori ottengono punti vittoria costruendo edifici, imbarcando merci sulle navi e attivando con i coloni alcuni particolari edifici. Tali punti vengono tenuti nascosti agli altri giocatori così che nelle fasi finali di gioco sia possibile soltanto ipotizzare il punteggio degli avversari.
Il gioco prevede 3 diverse condizioni di fine partita. Questa termina alla fine del turno in cui si verifica almeno una delle seguenti condizioni: 
- il numero dei lavoratori non è sufficiente per rifornire la nave dei coloni/sala di reclutamento;
- si esauriscono i punti vittoria;
- un giocatore costruisce edifici coprendo tutti i 12 spazi a disposizione nella propria città.

Il vincitore sarà il giocatore che possiede più punti vittoria; il numero di dobloni e di merci servirà solo a dirimere eventuali pareggi.

## Ambientazione
Il gioco è ambientato nell'epoca d'oro delle esplorazioni e conquista delle Americhe, senza rifarsi ad anni o periodi specifici. Ogni turno rappresenta il passare degli anni, rappresentando il crescere e prosperare dell'isola.

## Strategie
Tra le direttrici strategiche per vincere la partita se ne individuano principalmente due, corrispondenti ai due modi di ottenere punti vittoria:
- alta produzione di merci, da imbarcare sulle navi alla volta dell'Europa. Il mais non necessita di impianti di produzione e l'indaco ha bassi costi di investimento. Per questi motivi sono spesso prodotti in grande quantità. Lo svantaggio consiste nella relativa difficoltà di accumulare denaro.
- produrre un'inferiore quantità di merci ma di costo unitario superiore (tabacco e caffè), da vendere all'emporio in cambio di denaro, col quale costruire edifici. Il rovescio della medaglia è l'inferiore numero di merci imbarcate sulle navi.

Uno dei punti di forza di Puerto Rico è che non esiste un'unica strategia vincente e ogni partita va adattata sia alle strategie adottate dai giocatori, sia a come questi sono disposti al tavolo. Infatti uno dei punti chiave è proprio il cosiddetto seat order effect, ovvero subire l'influenza del giocatore subito prima o dopo di noi. In Puerto Rico il costante girare del ruolo di primo giocatore in parte mitiga tale condizione, ma non cambiando il senso di gioco non si annulla mai del tutto. Tra giocatori esperti questo è solo una delle variabili di cui tener conto, mentre tra giocatori di diversa esperienza può determinare l'esito di una partita. Questo perché la combinazione di alcuni ruoli chiave che funzionano sinergicamente, tra tutti il duo artigiano-capitano, deve essere calcolata sulla base sia della propria strategia che di quella degli avversari, chi viene dopo di noi in primis.

### Puerto Rico 1897
L'edizione 1897 rivede le tematiche di fondo del gioco caratterizzando di più l'isola e rimuovendo il tema colonialista e di sfruttamento degli schiavi importati dall'Africa.

## Contenuto della scatola
- 1 Tabellone;
- 5 plance di gioco, raffiguranti 5 isole;
- 49 tessere edificio;
- 58 tessere piantagione di 5 tipi: mais, indaco, zucchero, tabacco e caffè;
- 50 segnalini dei beni prodotti dalle piantagioni, in 5 colori;
- 100 coloni;
- 54 monete (valori: da 1 e da 5);
- 50 gettoni punti vittoria (valori: da 1 e da 5);
- 8 tessere ruolo;
- 1 tessera governatore;
- 5 navi da trasporto;
- 1 casa di commercio;
- 1 nave coloniale/1 sala di reclutamento;
- Regolamento di gioco.

## Espansioni
Sono state pubblicate quattro espansioni del gioco: le prime due, I Nuovi Edifici e I Nobili, pubblicate nel 2004 e 2009 (e incluse nella scatola base dalla seconda edizione in poi), aggiungono nuovi edifici da sostituire o affiancare a quelli del gioco base e offrono meccaniche di gioco aggiuntive.
Nel 2019 sono state pubblicate le espansioni I Bucanieri e Festival a Puerto Rico (incluse nell'edizione 2020, insieme alle prime due). I Bucanieri aggiunge un nuovo ruolo, Il Bucaniere, il quale permette azioni di pirateria e sabotaggio per il proprio tornaconto personale. Questo ruolo ha la particolarità di non poter essere giocato più di una volta dallo stesso giocatore fintanto che non viene scelto da qualcun altro e non viene posto alcun doblone se non viene scelto alla fine del round.
Tutte e quattro le espansioni possono essere giocate insieme o singolarmente con il gioco base.

## Il gioco di carte
Nel 2004 Andreas Seyfarth ha realizzato un gioco di carte, chiamato San Juan, basato su Puerto Rico e pubblicato dalle stesse case editrici.

## Il successo
Il gioco ha avuto un ottimo successo di critica e di vendite.
Dopo oltre 5 anni passati in testa alla classifica di BoardGameGeek dei migliori giochi da tavolo, nell'Agosto 2008 Puerto Rico è stato superato da Agricola; nel Marzo 2010 ha riguadagnato la testa della classifica per poi riperderla nel dicembre dello stesso anno a favore di Twilight Struggle.

## Controversie
Sebbene Puerto Rico sia considerato una pietra miliare nel mondo ludico, nel corso degli anni sono state mosse sempre più critiche riguardo ai temi di fondo del gioco, ovvero il colonialismo e la schiavitù. Con una crescente attenzione e sensibilizzazione del pubblico riguardo a queste tematiche negli ultimi anni, in particolare quelli a sfondo etnico, sono molti i giocatori che denunciano essere fuori luogo l'uso di tali temi in un gioco, impersonando i colonizzatori europei e facendo uso di manodopera sotto schiavitù. In particolar modo si contestano le pedine marroni che rappresentano esplicitamente gli schiavi deportati dall'Africa e la nave schiavista dove i giocatori possono reclutare tali lavoratori.
Per questo motivo l'Alea ha rivisitato tali riferimenti nell'ultima edizione del gioco, dandoci una nuova veste grafica. Ora le pedine da marroni sono diventate viola, la nave coloniale è diventata la Sala di Reclutamento e i coloni (ovvero gli schiavi) vengono indicati come lavoratori. Inoltre, in fondo al regolamento, è presente un disclaimer che invita i giocatori ad informarsi riguardo alla storia dell'isola caraibica e che la pubblicazione del gioco è per la sua importanza culturale nel mondo dei giochi da tavolo.
Questa scelta ha fatto discutere molto, sebbene il gameplay sia rimasto completamente inalterato.

## Premi e riconoscimenti
Il gioco ha vinto i seguenti premi e avuto i seguenti riconoscimenti:
- 2002
  - Meeples' Choice Award: vincitore[10];
  - Deutscher Spiele Preis: vincitore[11];
  - Essener Feder: vincitore[12];
  - Japan Boardgame Prize: miglior gioco avanzato[13];
  - Spiel des Jahres: gioco nominato[14];
- 2003
  - International Gamers Award: Gioco dell'anno (categoria: strategia generale - multiplayer) insieme a Age of Steam[15];
  - Nederlandse Spellenprijs: Gioco dell'anno[16];
- 2005
  - BoardGameGeek: Geek Madness Tournament Champion and Aldie Award Winner[17];
  - Hra Roku: Gioco dell'anno[18];
- 2006
  - As d'Or: gioco nominato[19];
- 2007 - Juego del Año : finalista[20];
- 2008 - Gra Roku: Gioco dell'anno[21].

## Campionato italiano di Puerto Rico
Dal 2010 al 2016 è stato organizzato dalla Boardgame League. Dal 2017 la gestione è passata alla B.I.G Board Italian Gamers.
| Edizione | Anno | Sede della finale | Manifestazione              | Campione d'Italia | Secondo classificato | Terzo classificato | Quarto classificato  |
| -------- | ---- | ----------------- | --------------------------- | ----------------- | -------------------- | ------------------ | -------------------- |
| I        | 2010 | Roma              | GiocaRoma                   | Federico Pizzuti  | Claudio Tamburi      | Carlo Castino      |                      |
| II       | 2011 | Firenze           | FirenzeGioca                | Lorenzo Rocci     | Luca Giannini        | Sandro Arnod       |                      |
| III      | 2012 | Roma              | Ludica                      | Luca Giannini     | Roberto Mirabella    | Claudio Vironda    |                      |
| IV       | 2013 | Torino            | GiocaTorino                 | Valentina Mameli  | Roberto Mirabella    | Davide Desana      |                      |
| V        | 2015 | Milano            | BGL Con                     | Matteo Solcia     | Karla Fazanaro       | Eugenio Bullo      |                      |
| VI       | 2016 | Modena            | Giochi Uniti Nationals      | Matteo Solcia     | Davide Genestreti    | Eugenio Bullo      |                      |
| VII      | 2017 | Modena            | Giochi Uniti Nationals      | Eugenio Bullo     | Gabriele Timolati    | Giacomo Basili     | Marco Del Marco      |
| VIII     | 2018 | Modena            | Giochi Uniti Nationals      | Gabriele Timolati | Valentina Mameli     | Francesco Medici   | Carlo Castino        |
| IX       | 2019 | Latina            | Latina Con                  | Davide Genestreti | Carlo Castino        | Claudio Granata    | Francesco Castellari |
| X        | 2022 | Milano            | Giochi Sforzeschi           | Andrea Nuovo      | Davide Genestreti    | Gabriele Timolati  | Giacomo Lonati       |
| XI       | 2023 | Milano            | Giochi Sforzeschi           | Giacomo Negrini   | Lorenzo Rocci        | Davide Genestreti  | Gabriele Timolati    |
| XII      | 2024 | Milano            | Finale Board Italian Gamers | Leonardo Zaccone  | Gabriele Timolati    | Alberto Ratti      | Lorenzo Rocci        |
| XIII     | 2025 | Milano            | Giochi Sforzeschi           | Eugenio Bullo     | Gabriele Timolati    | Matteo Solcia      | Sandro Arnod         |